# Ascheberg (Westfalen)
Ascheberg (plattdeutsch Askebiärg) ist eine Gemeinde im Süden des Münsterlandes in Nordrhein-Westfalen im Kreis Coesfeld mit etwa 16.000 Einwohnern.

## Geografie

### Nachbargemeinden
Aschebergs Nachbargemeinden sind (im Uhrzeigersinn, im Südwesten beginnend) Nordkirchen und Senden (beide im Kreis Coesfeld), die kreisfreie Stadt Münster, Drensteinfurt (Kreis Warendorf), die kreisfreie Stadt Hamm und Werne (Kreis Unna).

### Gemeindegliederung
- Ascheberg
- Herbern
- Davensberg

## Geschichte
Der Ort Ascheberg ging aus einer Bauernsiedlung sächsischen Ursprungs hervor, die Mitte des 9. Jahrhunderts im Umfeld einer ludgerianischen Kirche entstand. Der Name „Ascheberg“ kommt mit hoher Wahrscheinlichkeit von der Eschenburg, die einst in der Nähe Aschebergs gestanden haben soll. Die erste urkundliche Erwähnung des Ortes datiert aus dem Jahre 890.

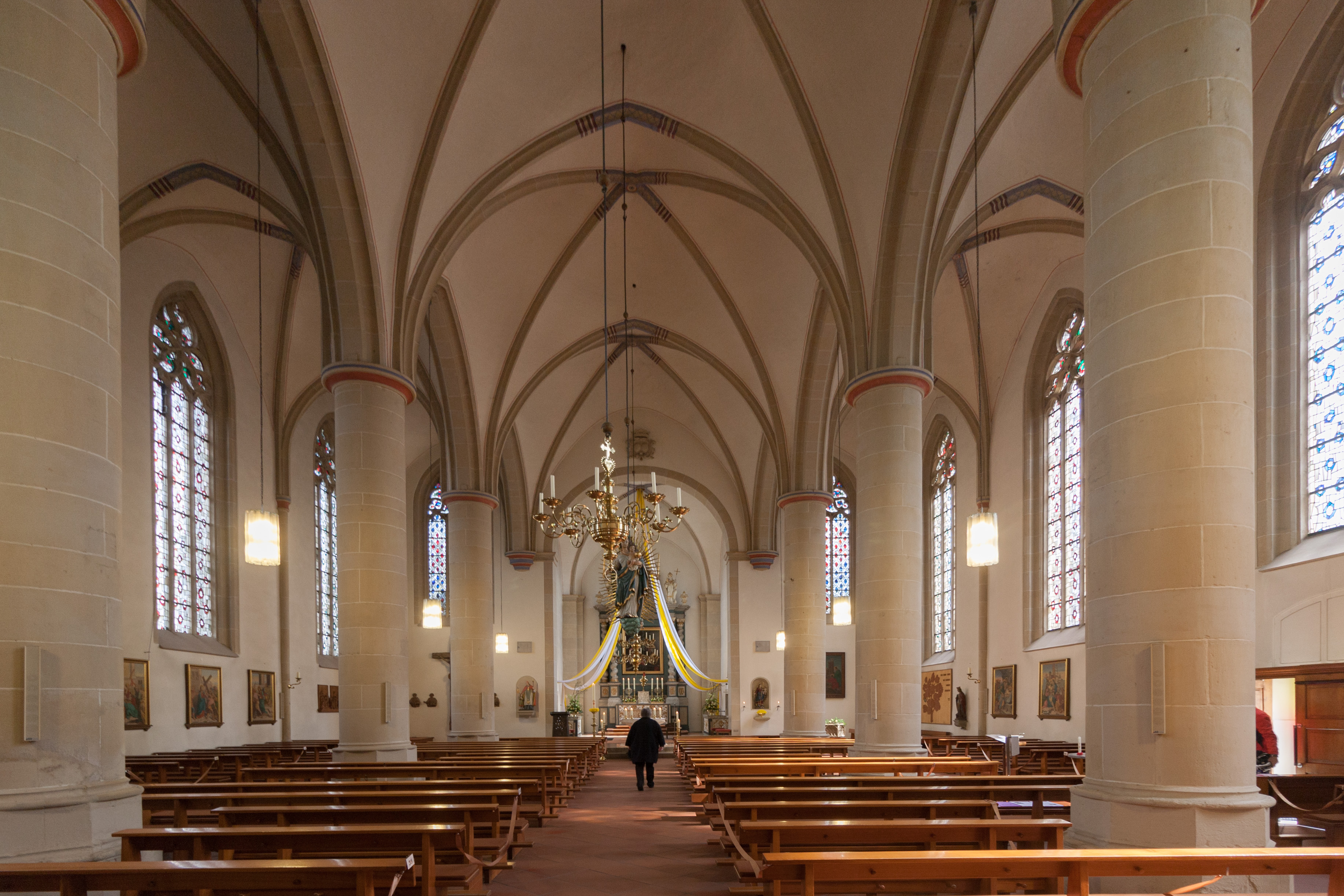
Innenraum der St.-Lambertus-Kirche

Der 81 Meter hohe, neugotische Turm der St.-Lambertus-Kirche, die seit dem frühen 11. Jahrhundert belegt ist, dominiert das Erscheinungsbild des Dorfes. Es handelt sich bei St. Lambertus um eine gotische Hallenkirche, deren Chorraum 1740 durch Johann Conrad Schlaun gestaltet wurde.
Dabei befindet sich der Ort in einer weitläufigen Landschaft von Residenzen, Festungswerken und Herrensitzen. Im Umkreis von 13 Kilometern liegen insgesamt 18 Schlösser, Burgen und Herrensitze mit Gräften, unter anderem das Schloss Westerwinkel in Herbern und das Schloss Nordkirchen, das auch „westfälisches Versailles“ genannt wird.
Zur Gemeinde gehörten die beiden Ortskerne Ascheberg und Davensberg sowie mehrere Bauerschaften. Im Jahr 1818 hatte das gesamte Gemeindegebiet 2425 Einwohner. Bei einer kontinuierlichen Entwicklung der Einwohnerzahl erhöhte sich deren Anzahl bis 1930 auf 3665. Kurz vor der Gebietsreform in NRW 1975 lebten 6801 Einwohner in Ascheberg, von diesen 1431 in Davensberg und 1458 in den Bauerschaften.
Die Gemeinde Ascheberg bildete im Kreis Lüdinghausen in der Provinz Westfalen von 1843 bis zur Aufhebung aller preußischen Einzelgemeindeämter im Jahre 1934 ein eigenes Amt.
Am 1. Januar 1975 wurde Herbern nach Ascheberg eingemeindet.

## Konfessionen

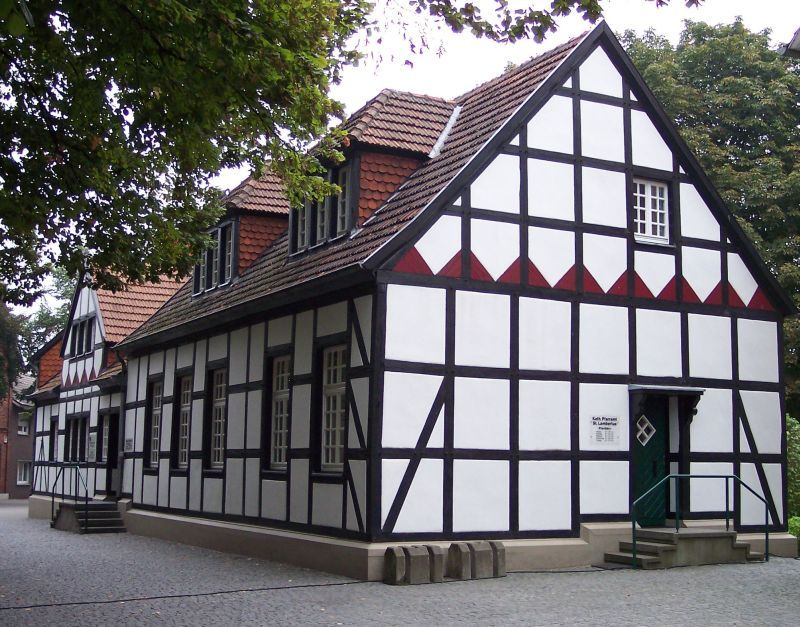
Pfarramt St. Lambertus

Laut Zensus 2011 waren 68,6 % (10.357) Einwohner katholisch, 16,4 % evangelisch und 15,1 % gehörten anderen Konfessionen oder Glaubensgemeinschaft an oder waren konfessionslos.
Laut Statistik der Pfarrei St. Lambertus gab es im Jahr 2011 70,6 % (10.666) Katholiken, im Jahr 2019 64,3 % (9.962 von insgesamt 15.494 Einwohner), Ende 2020 63,8 %, 2021 waren von den Einwohnern 62,2 % (9.691) Katholiken, und derzeit (Ende 2022) sind von den Einwohnern 60,3 % (9.402) katholisch.

## Politik

### Gemeinderat
| \| CDU \| 15 Sitze0 \| \| SPD \| 5 Sitze \| \| UWG \| 2 Sitze \| \| Grüne \| 4 Sitze \| \| FDP \| 2 Sitze \| \| FW \| 2 Sitze \| \| Gesamt \| 30 Sitze0 \| | Insgesamt 30 Sitze - SPD: 5 - Grüne: 4 - FDP: 2 - UWG: 2 - CDU: 15 - FW: 2 |
| CDU | 15 Sitze0                                                                  |
| SPD | 5 Sitze                                                                    |
| UWG | 2 Sitze                                                                    |
| Grüne | 4 Sitze                                                                    |
| FDP | 2 Sitze                                                                    |
| FW | 2 Sitze                                                                    |
| Gesamt | 30 Sitze0                                                                  |

| CDU    | 15 Sitze0 |
| SPD    | 5 Sitze   |
| UWG    | 2 Sitze   |
| Grüne  | 4 Sitze   |
| FDP    | 2 Sitze   |
| FW     | 2 Sitze   |
| Gesamt | 30 Sitze0 |

| Jahr | CDU    | SPD    | UWG    | FDP    | Grüne  | FW    |
| ---- | ------ | ------ | ------ | ------ | ------ | ----- |
| 1975 | 73,1 % | 26,9 % |        |        |        |       |
| 1979 | 70,5 % | 29,5 % |        |        |        |       |
| 1984 | 66,9 % | 29,5 % |        | 03,6 % |        |       |
| 1989 | 55,7 % | 33,5 % |        | 10,8 % |        |       |
| 1994 | 46,2 % | 25,3 % | 22,3 % | 06,2 % |        |       |
| 1999 | 54,8 % | 21,3 % | 18,4 % | 05,5 % |        |       |
| 2004 | 56,5 % | 17,2 % | 19,2 % | 07,1 % |        |       |
| 2009 | 49,0 % | 15,7 % | 25,8 % | 09,5 % |        |       |
| 2014 | 53,6 % | 22,0 % | 15,6 % | 05,1 % | 3,6 %  |       |
| 2020 | 49,0 % | 16,5 % | 7,0 %  | 6,2 %  | 13,7 % | 7,6 % |

### Bürgermeister
Thomas Stohldreier wurde 2020 mit 65,4 % zum Nachfolger von Bert Risthaus gewählt.
- Seit 2020 Thomas Stohldreier (parteilos)
- 2009–2020 Bert Risthaus (CDU)[16]
- 1997–2009 Dieter Emthaus (parteilos)
- 1994–1997 Heiner Knepper (SPD)
- 1929–1940 Friedrich Schlingermann (nach 1933 NSDAP)[17]

### Wappen

Altes Wappen

Das Wappen wurde am 16. Juni 1978 durch das Regierungspräsidium Münster genehmigt.
Blasonierung: „In Gold ein aus einem gezinnten, mit drei goldenen Kugeln belegten roten Schildfuß wachsender blauer Baum.“
Der Rat beschloss einstimmig am 31. Mai 1977, das 1962 genehmigte historische Wappen von Ascheberg geändert weiterzuführen, indem die Farbe des Baumes (Esche) – heraldisch unbedenklich – von Grün in Blau umgewandelt wurde, um so die Farben der früheren Gemeinde Herbern (Blau/Gelb) zu berücksichtigen. Der Baum und die Mauer nehmen als „redendes Symbol“ auf den Ortsnamen Ascheberg Bezug, der urkundlich erstmals im 9. Jahrhundert erwähnt wurde („Ascasberg“) und durch Sprachforscher von althochdeutsch askin = Eschen abgeleitet wird. Die drei Kugeln sind auf das Geschlecht der Herren von Davensberg zurückzuführen, da nur sie das unverwechselbare Zeichen der drei Kugeln auf rotem Grund führten.

### Flagge
Die Flagge ist Gold (Gelb) – Rot – Gold (Gelb) im Verhältnis 1 : 3 : 1 längs gestreift, in der Mitte der oberen Hälfte der roten Bahn der Wappenschild der Gemeinde.

### Gemeindepartnerschaften
Ascheberg unterhält eine Partnerschaft mit dem brandenburgischen Rheinsberg und mit dem italienischen Buggiano. Bis 2014 bestand eine Patenschaft zur Langenölser Dorfgemeinschaft, die 1946 aus dem niederschlesischen Langenöls vertrieben worden war.

## Kultur und Sehenswürdigkeiten

### Museen
Im Ortsteil Davensberg befindet sich ein Rundturm, der zur ehemaligen Ritterburg Davensberg gehört und das Museum des Heimatvereins Davensberg beherbergt.

### Bauwerke

#### Profane Bauwerke

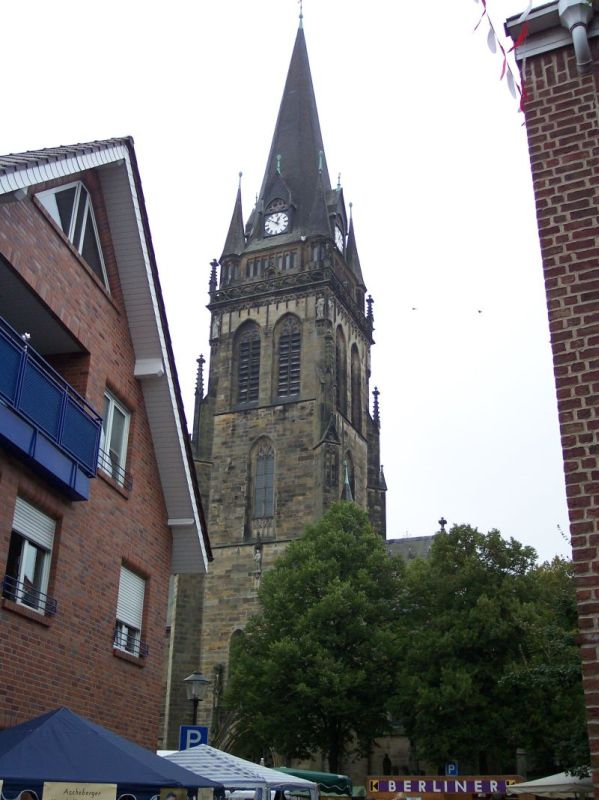
Pfarrkirche St. Lambertus

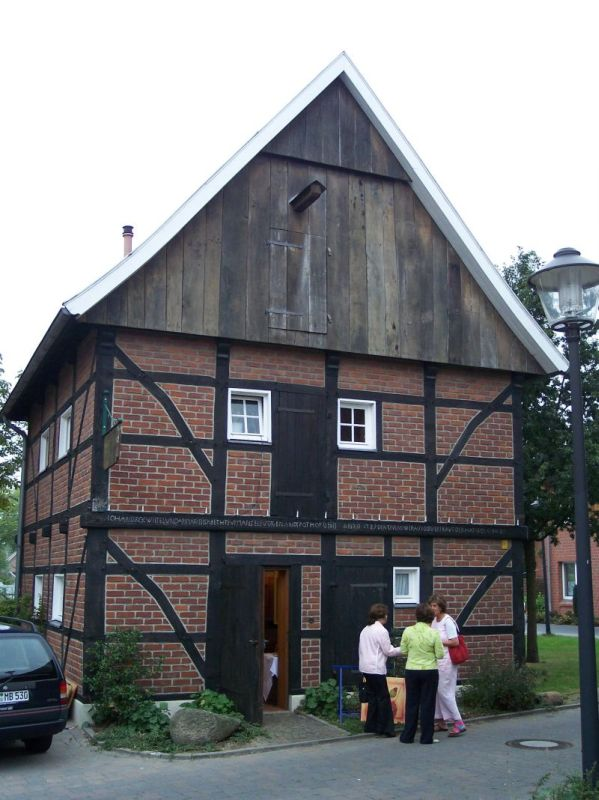
Der Spieker in Ascheberg

Schloss Westerwinkel im Ortsteil Herbern wurde zwischen 1663 und 1668 an der Stelle einer früheren Wehrburg errichtet. Es ist eines der ersten Barockwasserschlösser Westfalens und verfügt über einen im englischen Stil angelegten Park. Das Haus Itlingen stammt in seinem Kern aus dem Jahre 1692. Johann Conrad Schlaun schuf 1755 daraus eine Barockanlage in Hufeisenform. Im Ortsteil Davensberg finden sich die Herrenhäuser Haus Byink (erbaut 1558) und Haus Romberg (vor 1400) sowie der Burgturm der Burg Davensberg.

#### Kirchen
- In Ascheberg befindet sich die auf eine Pfarre von 1022 zurückgehende und 1524 errichtete katholische Pfarrkirche St. Lambertus. Der Chor der spätgotischen Hallenkirche wurde 1737 nach einem Entwurf von Johann Conrad Schlaun errichtet. Sehenswert im Inneren ist der aus dem frühen 16. Jahrhundert stammende Taufstein.
- In Herbern befindet sich die dreischiffige nachgotische katholische Pfarrkirche St. Benedikt, die 1666 an Stelle des bereits seit 1188 bestehenden Baus errichtet wurde.
- In Davensberg steht die katholische Pfarrkirche St. Anna (gebaut 1497–1510), ein spätgotischer, einschiffiger Backsteinbau.
- In Ascheberg wurde von der evangelischen Kirchengemeinde 1950 eine mit Mitteln aus den USA finanzierte Holzkapelle eingeweiht, die sogenannte Gnadenkirche. Die Kirche, die von dem Architekten Otto Bartning geplant wurde, steht unter Denkmalschutz.[18]
- In Herbern wurde im Jahr 1952 die Auferstehungskirche gebaut, die von der evangelischen Kirchengemeinde in Herbern genutzt wird. Die Gemeinde ist als dritter Bezirk der evangelischen Kirchengemeinde Werne angegliedert.[19]

### Sport
Der Sportverein im Ort Ascheberg ist der TuS Ascheberg. Angeboten werden die Sportarten Tischtennis, Badminton, Fußball, Volleyball sowie Turnen. Die Fußballer bilden die größte Abteilung. Sie meldeten in der Saison 2021/22 in allen Altersklassen 20 Mannschaften für den Ligabetrieb, darunter im Bereich des Mädchenfußballs drei Teams einer Spielgemeinschaft mit dem SV Herbern 1919. Die Handballer sind in der HSG Ascheberg/Drensteinfurt organisiert. Dabei handelt es sich um einen Zusammenschluss der Handballvereine DJK Drensteinfurt und TuS Ascheberg.
Im Pferdesport ist der Reit- und Fahrverein St. Hubertus Ascheberg aktiv, der über zwei Reithallen und mehrere Außenplätze verfügt.
In Herbern existiert der Reitverein von Nagel Herbern. Im Ortsteil Herbern gibt es zudem den SV Herbern 1919. Die erste Fußballmannschaft des SVH tritt in der Landesliga an. Die SVH-Damen spielten in den Spielzeiten 2018/19 und 2019/20 ebenfalls in der Landesliga, ehe der Abstieg in die Frauen-Bezirksliga erfolgte.
Die Fußballer des SV Davaria Davensberg spielen in der Kreisliga A.

### Jugend
Jugendarbeit betreibt unter anderem die seit 1996 existierende „Offene Jugendarbeit Ascheberg e. V.“ (OJA). Damals als Verein gegründet, erfolgte 2013 die Übernahme durch die Jugendhilfe Werne. Nach mehreren Standortwechseln findet sich der Jugendtreff der Offene Jugendarbeit nun im Zentrum von Ascheberg in einer ehemaligen Gastwirtschaft (OJA im Burghof). In dem Osrtsteil Herbern betreibt die OJA einen weiteren Jugendtreff mit dem Namen JuIn (Jugend- und Integrationszentrum). Die Offene Jugendarbeit Ascheberg deckt viele bedeutsame Arbeitsbereiche im Kinder- und Jugendsektor ab. So ist sie beispielsweise für die Organisation des Sommerferienprogramms oder für die Durchführung von Jugendgruppenleiterschulungen (Juleica) zuständig.
Die größte Aktion der Kolpingjugend Ascheberg, die unter dem Dachverband der Kolpingsfamilie Ascheberg organisiert ist, ist das Ferienlager „4TeenFundays“.

### Regelmäßige Veranstaltungen
- Die wohl bekannteste Veranstaltung in Ascheberg ist die Jakobi-Kirmes. Sie ist die größte Dorfkirmes im Münsterland. Jedes Jahr kommen etwa 130 Schausteller zusammen. Sie findet jährlich am letzten Juli-Wochenende von Samstag bis Montag statt.
- Zudem gibt es zahlreiche Schützenfeste. Hierbei sind vor allem das Osterbauerschützenfest, das Nordicker Schützenfest im Ortsteil Herbern und das größte Schützenfest, das Bürgerschützenfest, zu nennen.
- Das Kartoffelfest in Herbern findet jährlich um das zweite Wochenende im Oktober statt. Die ortsansässigen Gewerbetreibenden stellen Stände zum Thema Kartoffeln in der für den Straßenverkehr gesperrten Ortsmitte bereit. Zusätzlich organisieren Einzelhändler unter anderem Modenschauen, Geschicklichkeitsspiele, Informationsstände oder Sonderangebote. Das Kartoffelfest gilt als beliebte Morgen- bzw. Mittagsgestaltung in Verbindung mit dem in der Nachbarstadt Werne stattfindenden Volksfest „Sim-Jü“.

## Wirtschaft und Infrastruktur

### Verkehr
Ascheberg besitzt eine Anschlussstelle an der Bundesautobahn 1 (E 37). Weiterhin ist die Gemeinde über zwei Bahnhöfe in Ascheberg und Davensberg an die Eisenbahnstrecke zwischen Münster und Dortmund angebunden. Einmal pro Stunde und Richtung hält die Regionalbahn 50, Der Lüner.
| Linie | Verlauf | Takt   |
| ----- | --- | ------ |
| RB 50 | Der Lüner: Dortmund Hbf – Dortmund-Kirchderne – Dortmund-Derne – Lünen-Preußen – Lünen Hbf – Werne a.d. Lippe – Capelle (Westf) – Ascheberg (Westf) – Davensberg – Münster-Amelsbüren – Münster (Westf) Hbf Stand: Fahrplanwechsel Dezember 2023 | 60 min |

Zwischen 1915 und 1925 gab es eine Materialkleinbahn der Philipp Holzmann AG nach Rinkerode über Davensberg, die von 1917 bis 1925 planmäßig auch Personen beförderte, die Kleinbahn Rinkerode–Ascheberg.

### Bildung
- Grundschulen:
  - Lambertusschule (Schulverbund mit Standorten in Ascheberg und Davensberg) – besteht seit dem Schuljahr 2010/11 (dann fusionierten die Lambertusschule (Grundschule) Ascheberg und die Katholische Grundschule Ascheberg-Davensberg)[20]
  - Marienschule Ascheberg-Herbern
- Förderschule Burg-Schule (Förderschwerpunkt Lernen) Ascheberg-Davensberg (seit Sommer 2017 geschlossen)[21]
- Profilschule Ascheberg
- Realschule Ascheberg (seit 2016 geschlossen)[22]
- Volkshochschule
- Weiterführende Schulen mit der Sekundarstufe II befinden sich in den Nachbarkommunen Werne, Lüdinghausen, Nordkirchen, Senden und Münster.

Als erste Gemeinde Nordrhein-Westfalens führte Ascheberg zum Schuljahr 2011/12 die neue Gemeinschaftsschule, auch Profilschule genannt, in einem Schulversuch ein.  Diese Schule beherbergt sämtliche Jahrgänge der Sekundarstufe I „unter einem Dach“, wobei die Klassen 5 bis 8 im Gebäude der ehemaligen Realschule in Ascheberg und die Klassen 9 und 10 im Gebäude der ehemaligen Theodor-Fontane-Hauptschule in Herbern unterrichtet werden. Mit dem Gymnasium in Senden, das die Klassen 11 bis 13 der gymnasialen Oberstufe für die Ascheberger Schüler bereithalten wird, wird das Bildungsangebot komplettiert.

### Medizinische Versorgung
Hausärzte, Kinderärzte und Zahnärzte praktizieren vor Ort. Die stationäre medizinische sowie die fachärztliche Versorgung wird durch die Krankenhäuser und Facharztpraxen in den Nachbarstädten Münster, Lüdinghausen, Werne und Hamm sichergestellt.

## Persönlichkeiten

### In Ascheberg geboren
- Franz Joseph Adolph Heinrich Schulze Pellengahr (1796–1829), Land- und Forstwirt sowie Politiker
- Caspar Hubert Gustav Schulze Pellengahr (1825–1896), Politiker
- Hermann Wette (1857–1919), Arzt und Schriftsteller
- Anton Rüller (1864–1936), Bildhauer
- Hubert Schulze Pellengahr (1899–1985), Politiker
- Friedrich Press (1904–1990), Bildhauer, Maler und Kirchenraumgestalter (1985 Ehrenbürger)
- Franz Falke (1909–1994), Politiker
- Wolfgang Sandhowe (* 1953), Fußballspieler, heute Fußballtrainer des TuS Makkabi Berlin

### Mit Ascheberg verbunden
- Johannes Braun (1919–2004), Bischof und Apostolischer Administrator von Magdeburg, lebte nach Ende des Zweiten Weltkriegs in Ascheberg und feierte am 15. August 1948 seine Primiz in St. Lambertus.
- Fritz Ligges (1938–1996) war ein deutscher Vielseitigkeits- und Springreiter, der in Herbern wohnte und ein Gestüt aufbaute.
- Jutta Richter (* 1955), Autorin von Kinder- und Jugendliteratur, lebt auf Schloss Westerwinkel.